# Hydroblock

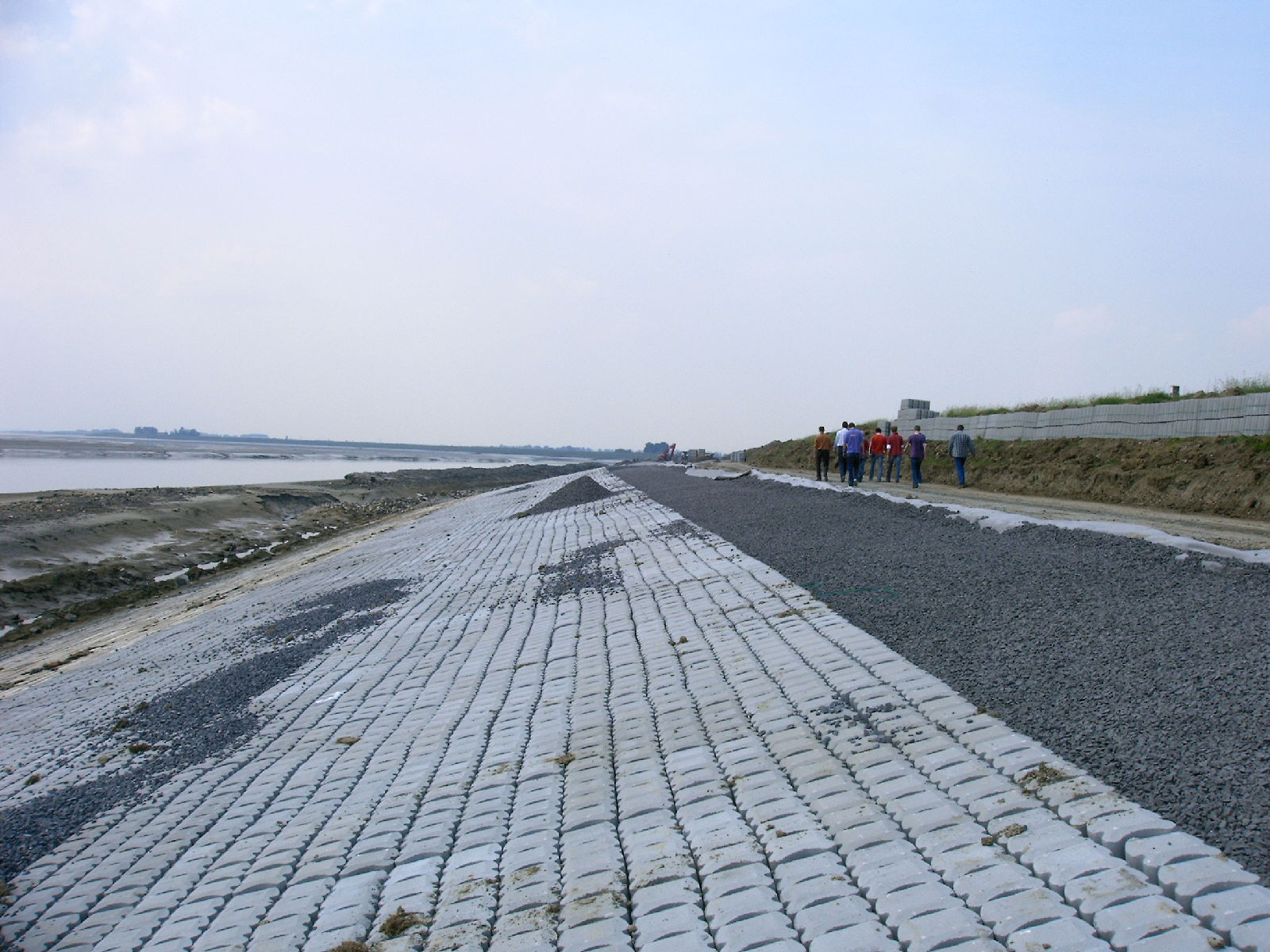
Hydroblockglooiing bij Baarland aan de Westerschelde

Hydroblock is een betonzuil voor de bekleding van oevers en dijken.
Om het patent van Basalton te omzeilen, en omdat bleek dat hun Haringmanblok niet optimaal was, kwam betonfabriek Haringman in 1997 met het hydroblocksysteem. Hierin zijn alle blokken gelijk, ze hebben een ronde zijkant waardoor het mogelijk is ze machinaal in bochten te plaatsen. Er zijn openingen tussen de stenen; deze worden opgevuld met steenslag en klemmen zo de stenen vast. Door deze openingen is het systeem niet waterdicht, er kan geen drukopbouw onder ontstaan waardoor het stabiel blijft. Hydroblocks kunnen met een hydraulische kraan machinaal verwerkt worden. Een klem kan een setje van ca vijf blokken naast elkaar oppakken en plaatsen.
In november 2017 is voor onbepaalde tijd gestopt met de productie van het hydroblock.